# Fryderyk III (książę Górnej Lotaryngii)
Fryderyk III (ur. ok. 1017, zm. 22 maja 1033) – książę Górnej Lotaryngii od 1027/8 roku do śmierci. Ostatni męski przedstawiciel dynastii mozelskiej.
Był jedynym synem Fryderyka II, koregenta Górnej Lotaryngii od 1019 do 1026/7, oraz Matyldy szwabskiej, córki Hermana II Szwabskiego i Gebergi, córki księcia burgundzkiego Konrada I Spokojnego. Jego ciotką była królowa Niemiec Gizela Szwabska. Ponieważ jego ojciec zmarł jeszcze w 1026 lub 1027 roku, Fryderyk stał się dziedzicem tronu. Objął go rok później, gdy zmarł jego dziadek Teodoryk (Thierry) I, a on sam miał wówczas kilka lat. O jego panowaniu nie ma właściwie żadnych informacji, nie wiadomo nawet, kto był jego regentem. Fryderyk zmarł młodo i bezdzietnie w 1033 roku. Górna Lotaryngia przypadła jego dalekiemu krewnemu Gozelowi I Wielkiemu, a Księstwo Bar odziedziczyła jego siostra Zofia, żona Ludwika z Mousson. Tym samym wymarła na nim dynastia zapoczątkowana przez Fryderyka I.